# 三重紀北農業協同組合
三重紀北農業協同組合（みえきほくのうぎょうきょうどうくみあい、通称：JA三重紀北）は、かつて存在した農業協同組合。三重県尾鷲市に本店を置いていた。

## 沿革
農協の広域化の流れを受け、1989年（平成元年）2月1日に三重県紀北地区の3農協（尾鷲市農業協同組合、紀伊海山町農業協同組合、紀伊長島町農業協同組合）が合併し発足。
バブル崩壊で発生した多額の不良債権などのため経営が悪化、三重県JAグループから
2000年（平成12年）に約10億円、
2002年（平成14年）に約20億円の支援を受ける。
しかし経営は改善せず自主再建は無理と判断、2005年（平成17年）12月1日伊勢農業協同組合に吸収合併。